# مارتینوس روربی
مارتینوس روربی (دانمارکی: Martinus Rørbye; ۱۷ مهٔ ۱۸۰۳ – ۲۹ اوت ۱۸۴۸) نقاش اهل دانمارک بود. او با منظره‌نگاری و نقاشی صحنه‌های روزمره به شهرت رسید و از چهره‌های برجستهٔ عصر طلایی دانمارک به‌شمار می‌رود.

## نگارخانه

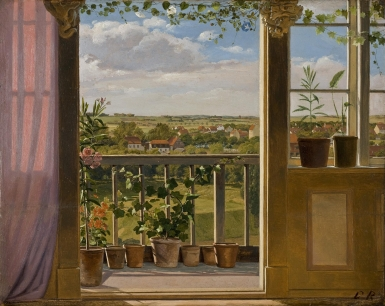
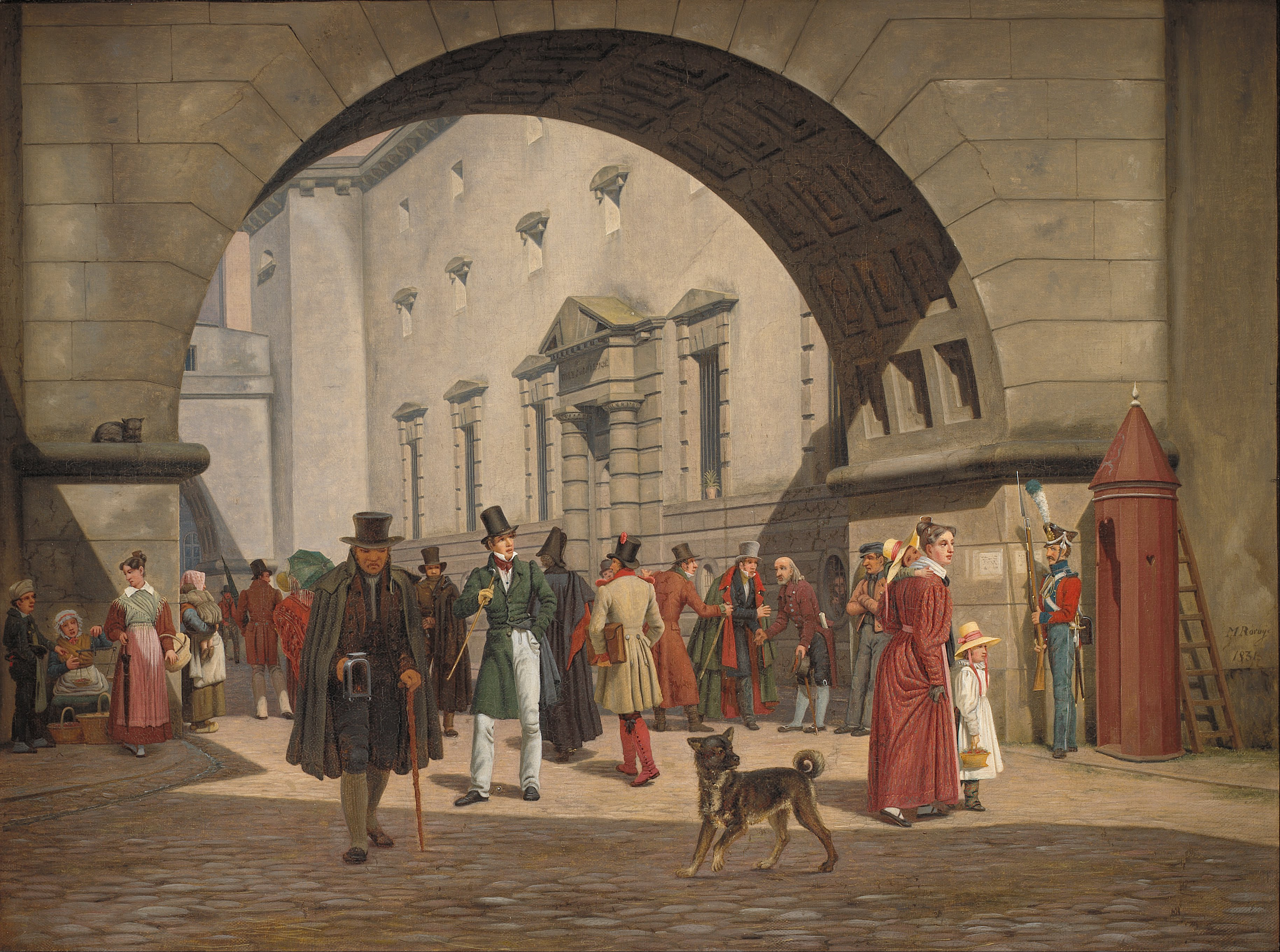
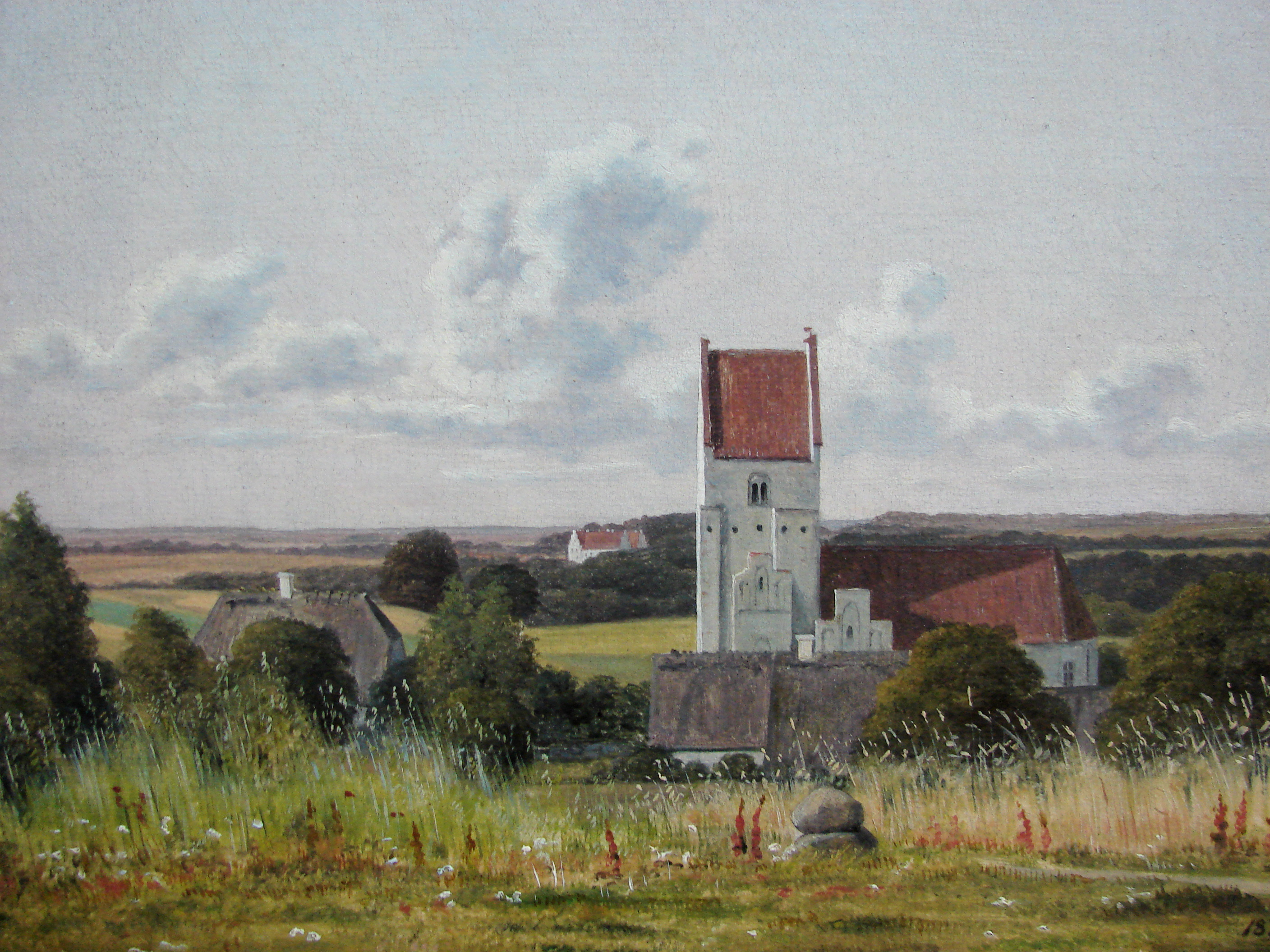
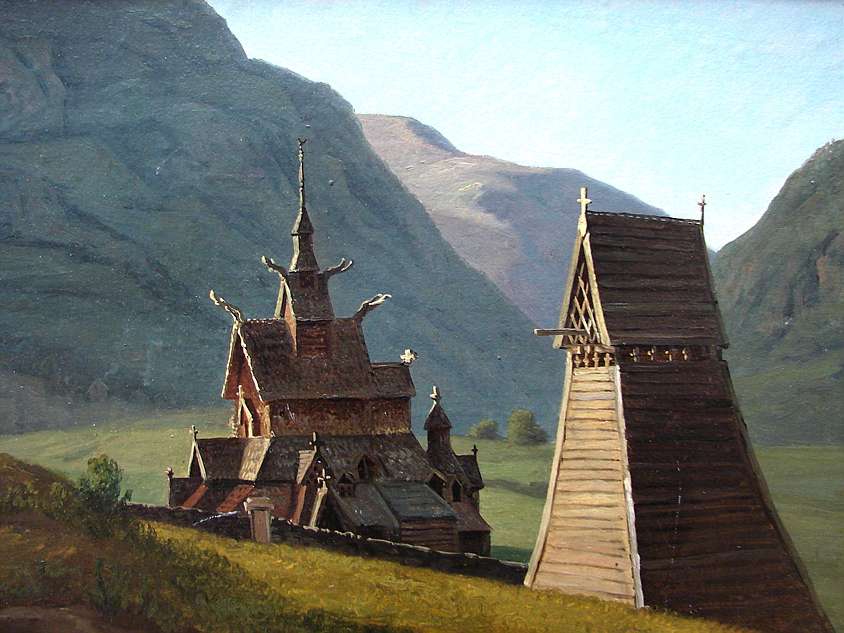
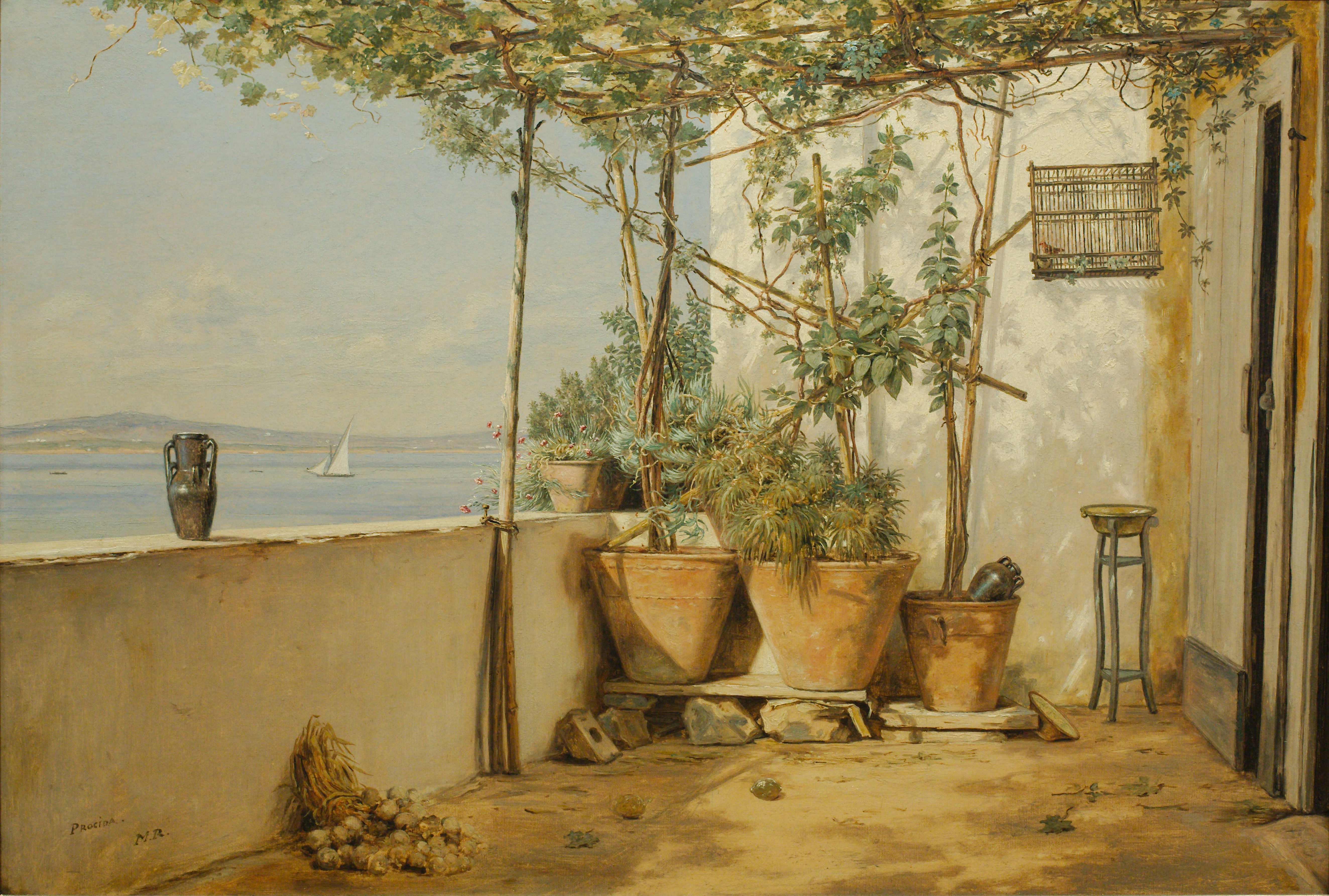
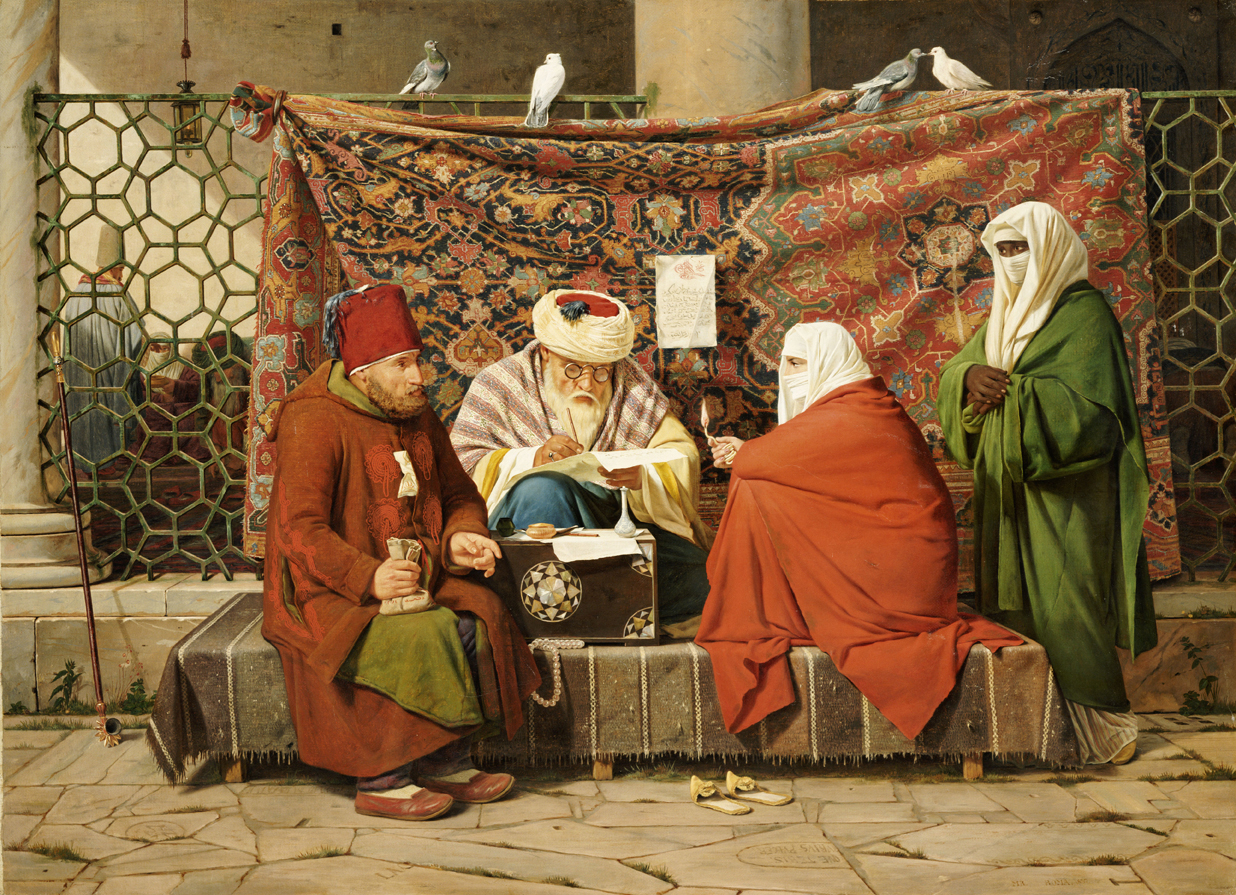
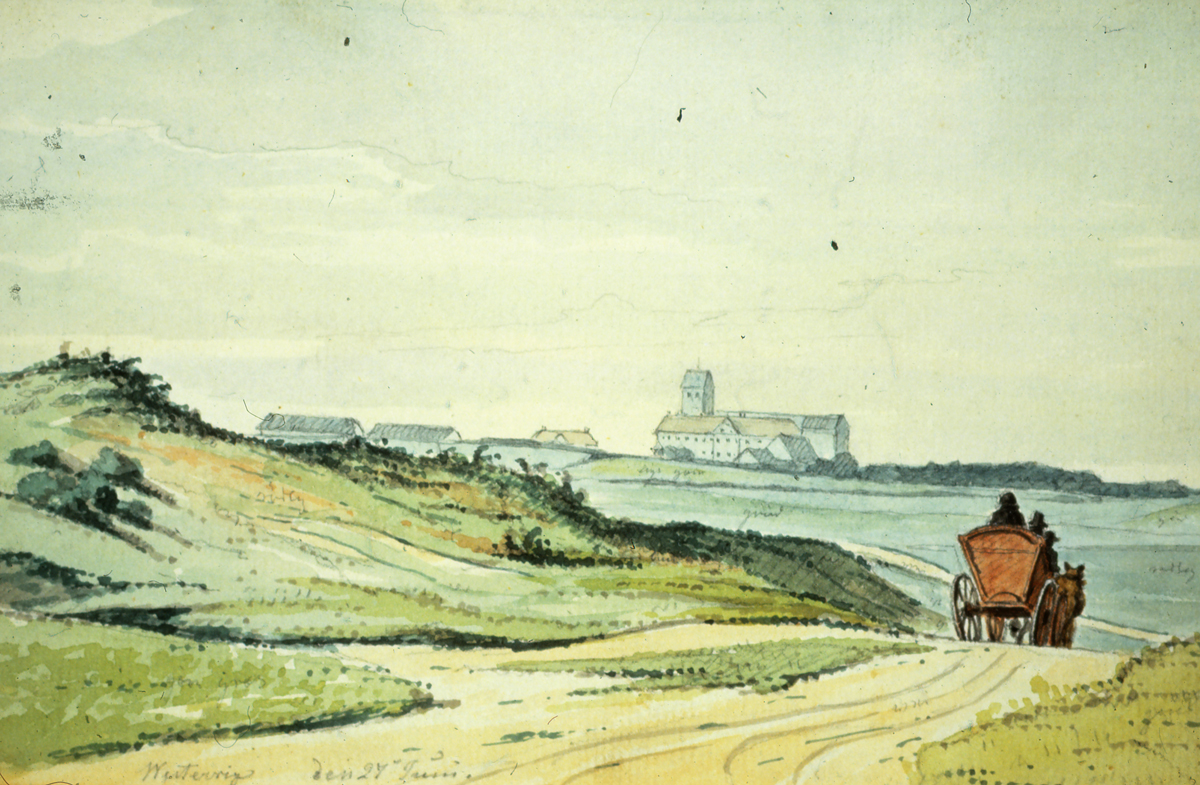
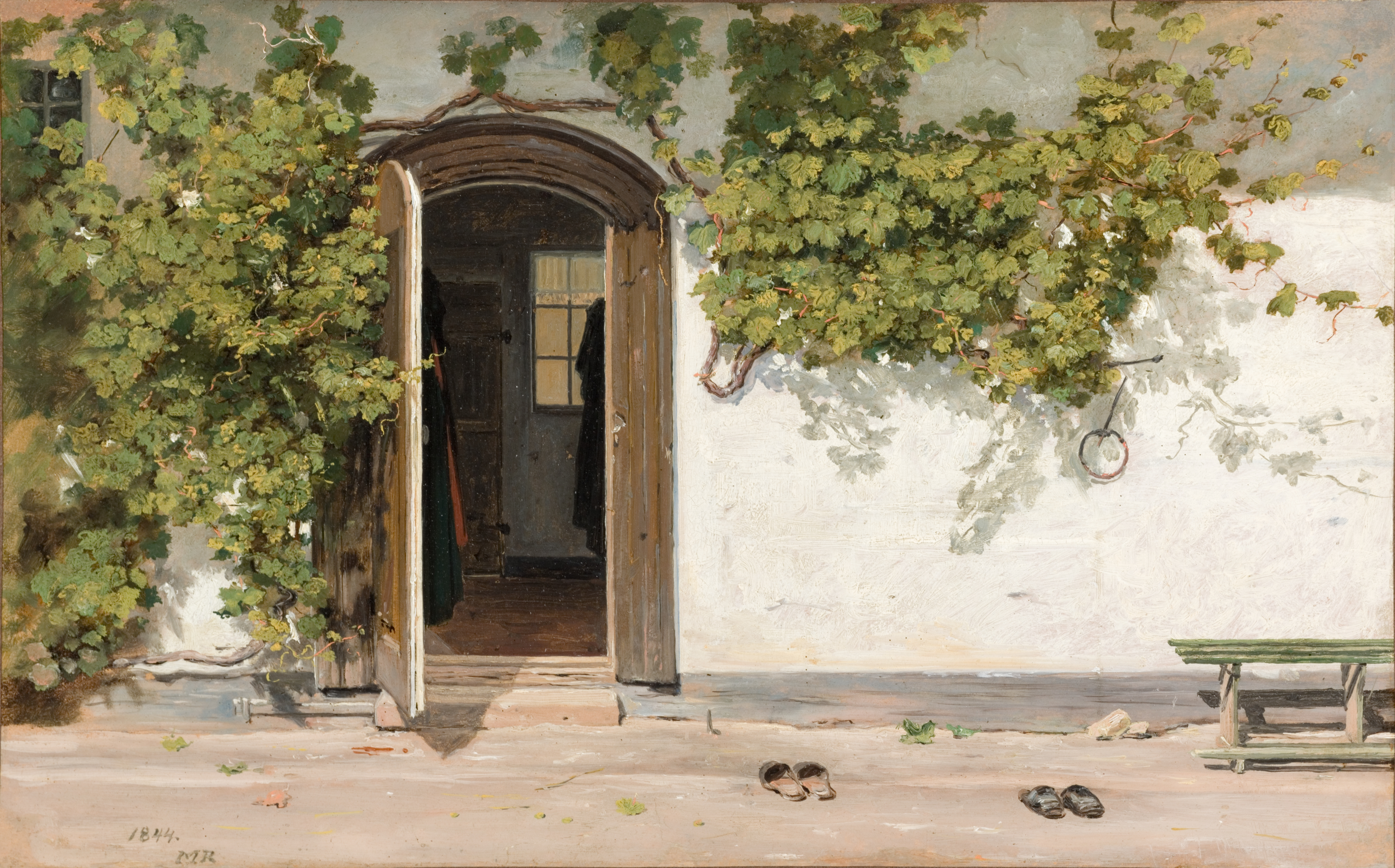
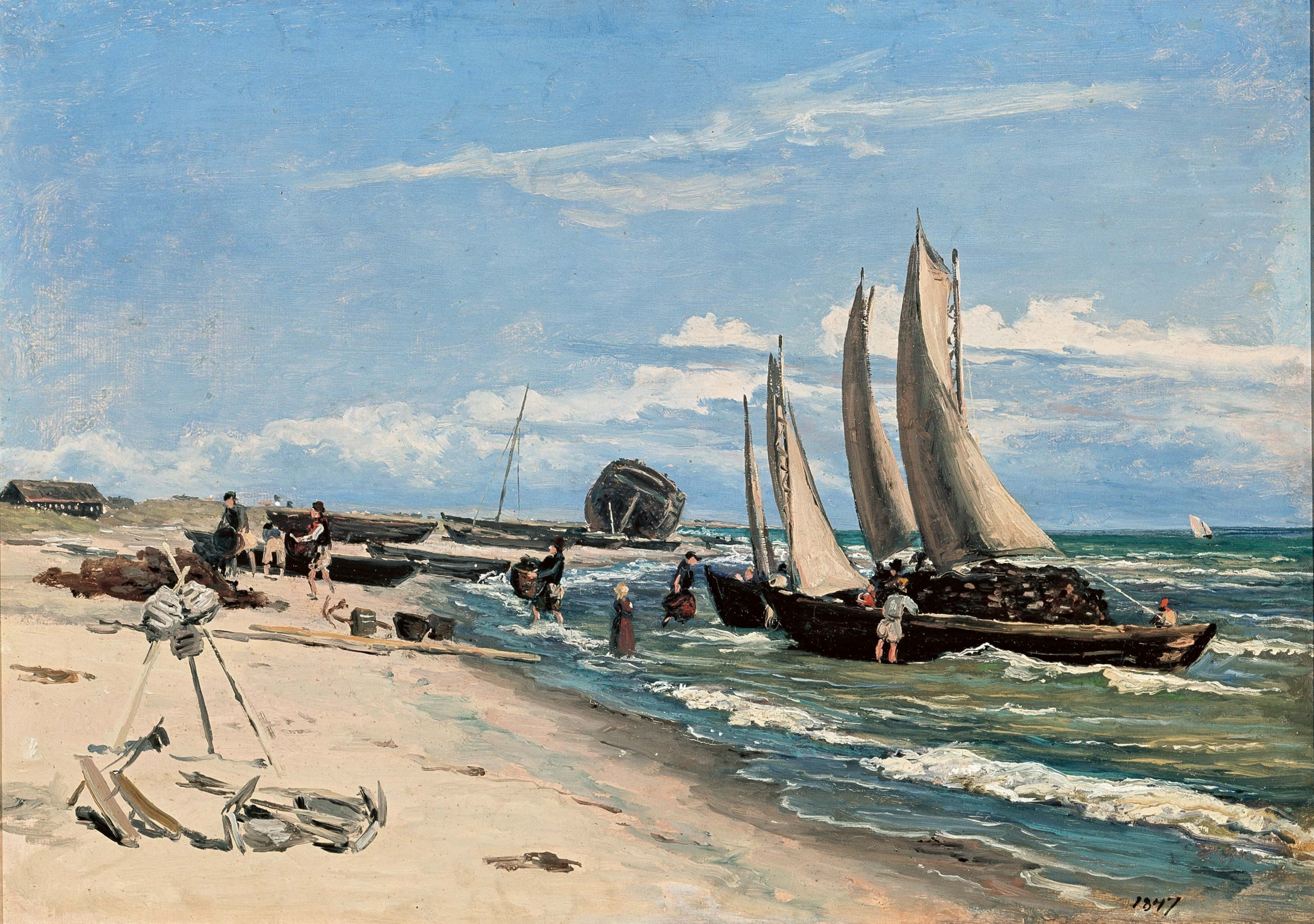
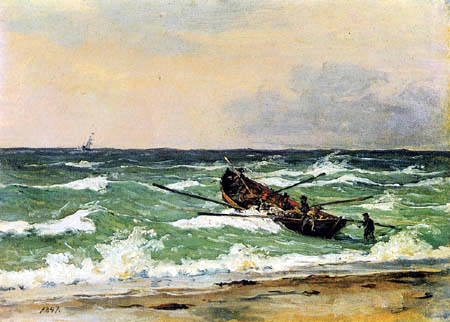
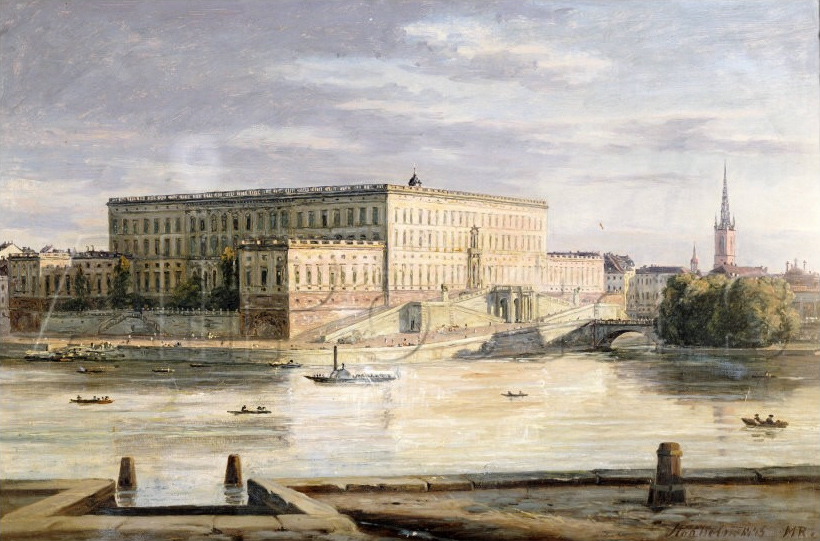
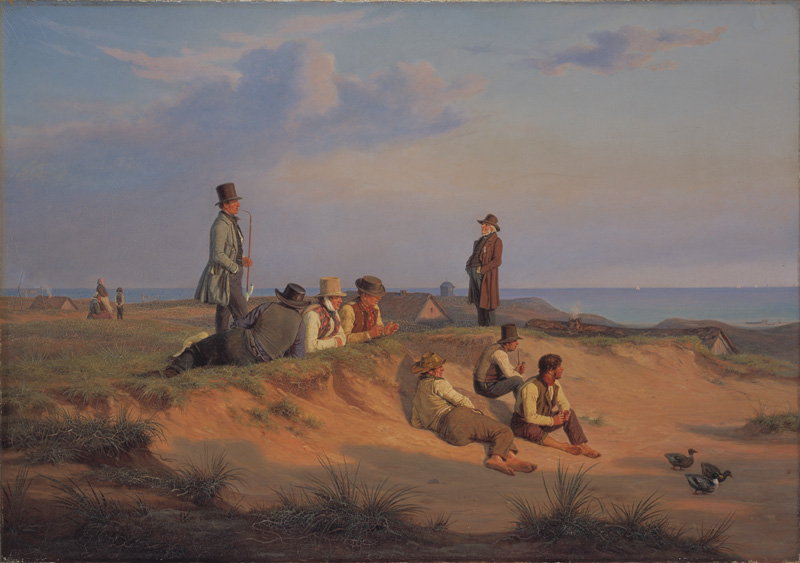